# Torneo Apertura 2024 (Colombia)
El Torneo Apertura 2024 (conocido como Liga BetPlay Dimayor 2024-I por motivos de patrocinio) fue la nonagésima octava (98.a) edición de la Categoría Primera A del fútbol profesional colombiano, siendo el primer torneo de la temporada 2024. Este inició el 19 de enero y culminó el 15 de junio, previo a la realización de la Copa América 2024.
Atlético Bucaramanga fue el campeón del torneo, derrotando a Santa Fe por tiros desde el punto penal después de igualar a tres goles en el marcador global de la final para obtener su primer título de liga.

## Sistema de juego
El sistema de juego para los torneos de la temporada 2024 se estableció el 12 de diciembre de 2023 en asamblea extraordinaria de la Dimayor, en la cual se decidió mantener el formato de competencia utilizado en la temporada anterior, pero eliminando la fecha de clásicos de la fase todos contra todos. En ese orden de ideas, el torneo se jugó en un sistema de tres fases: en la primera los equipos jugaron 19 fechas todos contra todos, donde los ocho primeros equipos de la tabla de posiciones al final de las 19 jornadas clasificaron a la siguiente fase (Cuadrangulares semifinales) que consistió en dos grupos de cuatro equipos en los que se disputaron seis fechas de ida y vuelta. Los equipos ganadores de cada cuadrangular clasificaron a la final con partidos de ida y vuelta para definir el campeón del torneo que clasificó a la Copa Libertadores y la Superliga de 2025.

## Equipos participantes

### Relevo anual de clubes
| Ascendidos a la Primera A                                                                                          |
| --- |
| Patriotas (Campeón de la Primera B 2023)                                                                           |
| Fortaleza CEIF (Subcampeón de la Primera B 2023 y 1.er puesto de la tabla de reclasificación de la Primera B 2023) |

| Descendidos a la Primera B                                        |
| ----------------------------------------------------------------- |
| Atlético Huila (Peor promedio acumulado en la Primera A)          |
| Unión Magdalena (Segundo peor promedio acumulado en la Primera A) |

### Datos de los clubes
- En la asamblea extraordinaria de la Dimayor celebrada el 12 de diciembre de 2023, Águilas Doradas fue autorizado para cambiar de sede debido a inconvenientes presentados con la administración local de Rionegro al final de la temporada anterior.[7][8] Aunque el club consideró trasladarse a ciudades como Valledupar o Sincelejo,[9] finalmente optó por quedarse en Rionegro para esta temporada.[10]
- El 16 de enero de 2024 los dueños del club Alianza Petrolera realizaron el cambio de su razón social, sede, nombre y colores, convirtiéndose en Alianza Fútbol Club que fue local en Valledupar.[11][12]

| Equipo                 | Entrenador           | Ciudad       | Estadio                        | Aforo  |
| ---------------------- | -------------------- | ------------ | ------------------------------ | ------ |
| Águilas Doradas        | José Luis García (E) | Rionegro     | Alberto Grisales               | 14 000 |
| Alianza F. C.          | Hubert Bodhert       | Valledupar   | Armando Maestre Pavajeau       | 11 500 |
| América de Cali        | César Farías         | Cali         | Olímpico Pascual Guerrero      | 37 899 |
| Atlético Bucaramanga   | Rafael Dudamel       | Bucaramanga  | Alfonso López                  | 25 000 |
| Atlético Nacional      | Pablo Repetto        | Medellín     | Atanasio Girardot              | 46 000 |
| Boyacá Chicó           | Jhon Jaime Gómez (E) | Tunja        | La Independencia               | 20 630 |
| Deportes Tolima        | David González       | Ibagué       | Manuel Murillo Toro            | 28 100 |
| Deportivo Cali         | Hernando Patiño (E)  | Palmira      | Deportivo Cali                 | 44 000 |
| Deportivo Pasto        | Gustavo Florentín    | Pasto        | Departamental Libertad         | 18 000 |
| Deportivo Pereira      | Leonel Álvarez       | Pereira      | Hernán Ramírez Villegas        | 30 290 |
| Envigado F. C.         | Alexis Márquez       | Envigado     | Polideportivo Sur              | 14 000 |
| Fortaleza CEIF         | Sebastián Oliveros   | Bogotá       | Metropolitano de Techo         | 10 000 |
| Independiente Medellín | Alfredo Arias        | Medellín     | Atanasio Girardot              | 46 000 |
| Jaguares               | Carlos Echeverry (E) | Montería     | Jaraguay                       | 12 000 |
| Junior                 | Arturo Reyes         | Barranquilla | Metropolitano Roberto Meléndez | 46 690 |
| La Equidad             | Alexis García        | Bogotá       | Metropolitano de Techo         | 10 000 |
| Millonarios            | Alberto Gamero       | Bogotá       | Nemesio Camacho El Campín      | 36 340 |
| Once Caldas            | Hernán Darío Herrera | Manizales    | Palogrande                     | 28 678 |
| Patriotas              | Harold Rivera        | Tunja        | La Independencia               | 20 630 |
| Santa Fe               | Pablo Peirano        | Bogotá       | Nemesio Camacho El Campín      | 36 340 |

#### Cambio de entrenadores
| Equipo               | Entrenador saliente   | Fecha de salida         | Reemplazado por       | Fecha de llegada        |
| Pretemporada         | Pretemporada          | Pretemporada            | Pretemporada          | Pretemporada            |
| -------------------- | --------------------- | ----------------------- | --------------------- | ----------------------- |
| Atlético Bucaramanga | Jorge Ramoa (E)       | 8 de noviembre de 2023  | Rafael Dudamel        | 1 de diciembre de 2023  |
| Jaguares             | Carlos Mario Hoyos    | 10 de noviembre de 2023 | Hubert Bodhert        | 15 de noviembre de 2023 |
| Deportivo Pasto      | Flabio Torres         | 11 de noviembre de 2023 | Jersson González      | 16 de noviembre de 2023 |
| Deportivo Pereira    | Alejandro Restrepo    | 11 de noviembre de 2023 | Leonel Álvarez        | 30 de noviembre de 2023 |
| Patriotas            | Jonathan Risueño      | 11 de diciembre de 2023 | Harold Rivera         | 11 de diciembre de 2023 |
| Boyacá Chicó         | Bélmer Aguilar        | 14 de diciembre de 2023 | Miguel Caneo          | 19 de diciembre de 2023 |
| Águilas Doradas      | César Farías          | 2 de enero de 2024      | Hernán Darío Gómez    | 15 de enero de 2024     |
| América de Cali      | Lucas González        | 15 de enero de 2024     | Álex Escobar (E)      | 15 de enero de 2024     |
| Temporada            |                       |                         |                       |                         |
| América de Cali      | Álex Escobar (E)      | 23 de enero de 2024     | César Farías          | 23 de enero de 2024     |
| Boyacá Chicó         | Miguel Caneo          | 10 de febrero de 2024   | Jhon Jaime Gómez (E)  | 12 de febrero de 2024   |
| Atlético Nacional    | John Jairo Bodmer     | 23 de febrero de 2024   | Juan Camilo Pérez (E) | 23 de febrero de 2024   |
| Deportivo Pasto      | Jersson González      | 25 de febrero de 2024   | René Rosero (E)       | 25 de febrero de 2024   |
| Atlético Nacional    | Juan Camilo Pérez (E) | 2 de marzo de 2024      | Pablo Repetto         | 28 de febrero de 2024   |
| Deportivo Cali       | Jaime de la Pava      | 17 de marzo de 2024     | Hernando Patiño (E)   | 18 de marzo de 2024     |
| Águilas Doradas      | Hernán Darío Gómez    | 28 de marzo de 2024     | José Luis García (E)  | 28 de marzo de 2024     |
| Alianza F. C.        | César Torres          | 29 de marzo de 2024     | Hubert Bodhert        | 3 de abril de 2024      |
| Envigado F. C.       | Dayron Pérez          | 1 de abril de 2024      | Alexis Márquez        | 1 de abril de 2024      |
| Jaguares             | Hubert Bodhert        | 3 de abril de 2024      | Carlos Echeverry (E)  | 3 de abril de 2024      |
| Deportivo Pasto      | René Rosero           | 8 de abril de 2024      | Gustavo Florentín     | 8 de abril de 2024      |

### Localización
| Antioquia       | 4 | Águilas Doradas, Atlético Nacional, Envigado F. C. e Independiente Medellín | Junior Jaguares Bucaramanga Alianza Medellín Envigado Águilas Tunja Caldas Pereira Bogotá · Tolima Cali América Pasto Equipos de Bogotá: · Fortaleza CEIF · La Equidad · Millonarios · Santa Fe Equipos de Medellín: · Atlético Nacional · Independiente Medellín Equipos de Tunja: · Boyacá Chicó · Patriotas |
| Bogotá, D. C.   | 4 | Fortaleza CEIF, La Equidad, Millonarios y Santa Fe                          | Junior Jaguares Bucaramanga Alianza Medellín Envigado Águilas Tunja Caldas Pereira Bogotá · Tolima Cali América Pasto Equipos de Bogotá: · Fortaleza CEIF · La Equidad · Millonarios · Santa Fe Equipos de Medellín: · Atlético Nacional · Independiente Medellín Equipos de Tunja: · Boyacá Chicó · Patriotas |
| Boyacá          | 2 | Boyacá Chicó y Patriotas                                                    | Junior Jaguares Bucaramanga Alianza Medellín Envigado Águilas Tunja Caldas Pereira Bogotá · Tolima Cali América Pasto Equipos de Bogotá: · Fortaleza CEIF · La Equidad · Millonarios · Santa Fe Equipos de Medellín: · Atlético Nacional · Independiente Medellín Equipos de Tunja: · Boyacá Chicó · Patriotas |
| Valle del Cauca | 2 | América de Cali y Deportivo Cali                                            | Junior Jaguares Bucaramanga Alianza Medellín Envigado Águilas Tunja Caldas Pereira Bogotá · Tolima Cali América Pasto Equipos de Bogotá: · Fortaleza CEIF · La Equidad · Millonarios · Santa Fe Equipos de Medellín: · Atlético Nacional · Independiente Medellín Equipos de Tunja: · Boyacá Chicó · Patriotas |
| Atlántico       | 1 | Junior                                                                      | Junior Jaguares Bucaramanga Alianza Medellín Envigado Águilas Tunja Caldas Pereira Bogotá · Tolima Cali América Pasto Equipos de Bogotá: · Fortaleza CEIF · La Equidad · Millonarios · Santa Fe Equipos de Medellín: · Atlético Nacional · Independiente Medellín Equipos de Tunja: · Boyacá Chicó · Patriotas |
| Caldas          | 1 | Once Caldas                                                                 | Junior Jaguares Bucaramanga Alianza Medellín Envigado Águilas Tunja Caldas Pereira Bogotá · Tolima Cali América Pasto Equipos de Bogotá: · Fortaleza CEIF · La Equidad · Millonarios · Santa Fe Equipos de Medellín: · Atlético Nacional · Independiente Medellín Equipos de Tunja: · Boyacá Chicó · Patriotas |
| Cesar           | 1 | Alianza F. C.                                                               | Junior Jaguares Bucaramanga Alianza Medellín Envigado Águilas Tunja Caldas Pereira Bogotá · Tolima Cali América Pasto Equipos de Bogotá: · Fortaleza CEIF · La Equidad · Millonarios · Santa Fe Equipos de Medellín: · Atlético Nacional · Independiente Medellín Equipos de Tunja: · Boyacá Chicó · Patriotas |
| Córdoba         | 1 | Jaguares                                                                    | Junior Jaguares Bucaramanga Alianza Medellín Envigado Águilas Tunja Caldas Pereira Bogotá · Tolima Cali América Pasto Equipos de Bogotá: · Fortaleza CEIF · La Equidad · Millonarios · Santa Fe Equipos de Medellín: · Atlético Nacional · Independiente Medellín Equipos de Tunja: · Boyacá Chicó · Patriotas |
| Nariño          | 1 | Deportivo Pasto                                                             | Junior Jaguares Bucaramanga Alianza Medellín Envigado Águilas Tunja Caldas Pereira Bogotá · Tolima Cali América Pasto Equipos de Bogotá: · Fortaleza CEIF · La Equidad · Millonarios · Santa Fe Equipos de Medellín: · Atlético Nacional · Independiente Medellín Equipos de Tunja: · Boyacá Chicó · Patriotas |
| Risaralda       | 1 | Deportivo Pereira                                                           | Junior Jaguares Bucaramanga Alianza Medellín Envigado Águilas Tunja Caldas Pereira Bogotá · Tolima Cali América Pasto Equipos de Bogotá: · Fortaleza CEIF · La Equidad · Millonarios · Santa Fe Equipos de Medellín: · Atlético Nacional · Independiente Medellín Equipos de Tunja: · Boyacá Chicó · Patriotas |
| Santander       | 1 | Atlético Bucaramanga                                                        | Junior Jaguares Bucaramanga Alianza Medellín Envigado Águilas Tunja Caldas Pereira Bogotá · Tolima Cali América Pasto Equipos de Bogotá: · Fortaleza CEIF · La Equidad · Millonarios · Santa Fe Equipos de Medellín: · Atlético Nacional · Independiente Medellín Equipos de Tunja: · Boyacá Chicó · Patriotas |
| Tolima          | 1 | Deportes Tolima                                                             | Junior Jaguares Bucaramanga Alianza Medellín Envigado Águilas Tunja Caldas Pereira Bogotá · Tolima Cali América Pasto Equipos de Bogotá: · Fortaleza CEIF · La Equidad · Millonarios · Santa Fe Equipos de Medellín: · Atlético Nacional · Independiente Medellín Equipos de Tunja: · Boyacá Chicó · Patriotas |

## Todos contra todos

### Clasificación
| Pos. | Equipo                 | Pts. | PJ | G  | E | P  | GF | GC | Dif. | Clasificación               |
| ---- | ---------------------- | ---- | -- | -- | - | -- | -- | -- | ---- | --------------------------- |
| 1    | Atlético Bucaramanga   | 38   | 19 | 11 | 5 | 3  | 24 | 10 | +14  | Cuadrangulares semifinales. |
| 2    | Deportes Tolima        | 38   | 19 | 11 | 5 | 3  | 31 | 18 | +13  | Cuadrangulares semifinales. |
| 3    | Deportivo Pereira      | 34   | 19 | 10 | 4 | 5  | 28 | 18 | +10  | Cuadrangulares semifinales. |
| 4    | Santa Fe               | 34   | 19 | 10 | 4 | 5  | 22 | 12 | +10  | Cuadrangulares semifinales. |
| 5    | La Equidad             | 33   | 19 | 9  | 6 | 4  | 22 | 14 | +8   | Cuadrangulares semifinales. |
| 6    | Millonarios            | 31   | 19 | 9  | 4 | 6  | 28 | 20 | +8   | Cuadrangulares semifinales. |
| 7    | Junior                 | 29   | 19 | 8  | 5 | 6  | 24 | 21 | +3   | Cuadrangulares semifinales. |
| 8    | Once Caldas            | 29   | 19 | 8  | 5 | 6  | 16 | 16 | 0    | Cuadrangulares semifinales. |
| 9    | Independiente Medellín | 29   | 19 | 8  | 5 | 6  | 22 | 31 | −9   |                             |
| 10   | América de Cali        | 25   | 19 | 6  | 7 | 6  | 22 | 16 | +6   |                             |
| 11   | Águilas Doradas        | 25   | 19 | 7  | 4 | 8  | 20 | 19 | +1   |                             |
| 12   | Atlético Nacional      | 24   | 19 | 6  | 6 | 7  | 21 | 20 | +1   |                             |
| 13   | Fortaleza CEIF         | 24   | 19 | 6  | 6 | 7  | 18 | 20 | −2   |                             |
| 14   | Jaguares               | 22   | 19 | 5  | 7 | 7  | 17 | 20 | −3   |                             |
| 15   | Deportivo Cali         | 21   | 19 | 5  | 6 | 8  | 24 | 24 | 0    |                             |
| 16   | Deportivo Pasto        | 19   | 19 | 5  | 4 | 10 | 15 | 21 | −6   |                             |
| 17   | Boyacá Chicó           | 18   | 19 | 5  | 3 | 11 | 22 | 35 | −13  |                             |
| 18   | Envigado F. C.         | 16   | 19 | 3  | 7 | 9  | 15 | 25 | −10  |                             |
| 19   | Alianza F. C.          | 16   | 19 | 4  | 4 | 11 | 15 | 29 | −14  |                             |
| 20   | Patriotas              | 15   | 19 | 4  | 3 | 12 | 8  | 25 | −17  |                             |

 Fuente: Dimayor

#### Evolución de la clasificación
| Equipo                 | Jornada | Jornada | Jornada | Jornada | Jornada | Jornada | Jornada | Jornada | Jornada | Jornada | Jornada | Jornada | Jornada | Jornada | Jornada | Jornada | Jornada | Jornada | Jornada | Jornada |
| Equipo                 | 1       | 2       | 3       | 4       | 5       | 6       | 7       | 8       | 9       | 10      | 11      | 12      | 13      | 14      | 15      | 16      | 17      | 18      | 19      |         |
| ---------------------- | ------- | ------- | ------- | ------- | ------- | ------- | ------- | ------- | ------- | ------- | ------- | ------- | ------- | ------- | ------- | ------- | ------- | ------- | ------- | ------- |
| Atlético Bucaramanga   | 19      | 18      | 13      | 5       | 7       | 8       | 4       | 8       | 8       | 5       | 7       | 7       | 5       | 2       | 1       | 2       | 2       | 2       | 1       |         |
| Deportes Tolima        | 14      | 7       | 3       | 2       | 2       | 1       | 1       | 1       | 1       | 1       | 3       | 2       | 1       | 1       | 2       | 1       | 1       | 1       | 2       |         |
| Deportivo Pereira      | 10      | 15      | 18      | 16      | 8       | 4       | 3       | 2       | 3       | 2       | 1       | 1       | 2       | 4       | 5       | 5       | 4       | 5       | 3       |         |
| Santa Fe               | 6       | 2       | 4       | 8       | 9       | 5       | 11      | 6       | 4       | 4       | 4       | 3       | 3       | 3       | 4       | 4       | 3       | 3       | 4       |         |
| La Equidad             | 12      | 13      | 8       | 9       | 10      | 11      | 8       | 4       | 2       | 3       | 2       | 4       | 6       | 7       | 6       | 3       | 5       | 4       | 5       |         |
| Millonarios            | 1       | 4       | 6       | 11      | 4       | 3       | 6       | 10      | 13      | 14      | 15      | 15      | 15      | 9       | 9       | 9       | 7       | 6       | 6       |         |
| Junior                 | 3       | 5       | 1       | 1       | 1       | 2       | 2       | 7       | 6       | 6       | 5       | 5       | 7       | 6       | 7       | 7       | 8       | 7       | 7       |         |
| Once Caldas            | 5       | 9       | 10      | 14      | 15      | 7       | 13      | 13      | 11      | 7       | 6       | 6       | 4       | 5       | 3       | 6       | 6       | 8       | 8       |         |
| Independiente Medellín | 20      | 11      | 16      | 10      | 13      | 16      | 16      | 18      | 15      | 10      | 9       | 9       | 8       | 12      | 12      | 11      | 9       | 9       | 9       |         |
| América de Cali        | 15      | 8       | 14      | 7       | 14      | 15      | 14      | 15      | 16      | 17      | 13      | 13      | 9       | 8       | 8       | 8       | 10      | 10      | 10      |         |
| Águilas Doradas        | 8       | 3       | 2       | 6       | 12      | 14      | 10      | 5       | 7       | 9       | 11      | 12      | 13      | 11      | 13      | 14      | 12      | 11      | 11      |         |
| Atlético Nacional      | 2       | 10      | 12      | 3       | 5       | 10      | 15      | 14      | 17      | 16      | 17      | 19      | 16      | 10      | 10      | 12      | 13      | 13      | 12      |         |
| Fortaleza CEIF         | 4       | 1       | 5       | 4       | 11      | 6       | 9       | 9       | 10      | 13      | 14      | 14      | 11      | 13      | 11      | 10      | 11      | 12      | 13      |         |
| Jaguares               | 7       | 6       | 11      | 15      | 6       | 13      | 7       | 11      | 9       | 11      | 8       | 8       | 10      | 14      | 14      | 13      | 14      | 15      | 14      |         |
| Deportivo Cali         | 9       | 12      | 7       | 12      | 3       | 9       | 5       | 3       | 5       | 8       | 10      | 10      | 12      | 15      | 15      | 15      | 16      | 14      | 15      |         |
| Deportivo Pasto        | 16      | 20      | 15      | 17      | 18      | 19      | 19      | 20      | 20      | 19      | 18      | 18      | 19      | 19      | 17      | 17      | 18      | 18      | 16      |         |
| Boyacá Chicó           | 13      | 14      | 19      | 19      | 20      | 18      | 17      | 17      | 18      | 18      | 19      | 17      | 18      | 16      | 18      | 18      | 15      | 16      | 17      |         |
| Envigado F. C.         | 11      | 17      | 9       | 13      | 16      | 12      | 12      | 12      | 12      | 12      | 12      | 11      | 14      | 17      | 16      | 16      | 17      | 17      | 18      |         |
| Alianza F. C.          | 18      | 16      | 17      | 18      | 17      | 17      | 18      | 16      | 14      | 15      | 16      | 16      | 17      | 18      | 19      | 20      | 20      | 19      | 19      |         |
| Patriotas              | 17      | 19      | 20      | 20      | 19      | 20      | 20      | 19      | 19      | 20      | 20      | 20      | 20      | 20      | 20      | 19      | 19      | 20      | 20      |         |

1. 1 2  El partido Atlético Bucaramanga vs. Águilas Doradas por la novena (9ª) fecha fue aplazado y se jugó el 27 de marzo, días antes de la disputa de la decimocuarta (14ª) fecha.
2. 1 2  El partido Millonarios vs. Santa Fe por la decimoquinta (15ª) fecha fue adelantado y se jugó el 27 de marzo, días antes de la disputa de la decimocuarta (14ª) fecha.
3. 1 2  El partido Atlético Nacional vs. Jaguares por la octava (8ª) fecha fue aplazado y se jugó el 27 de marzo, días antes de la disputa de la decimocuarta (14ª) fecha.

### Resultados
- La hora de cada encuentro corresponde al huso horario que rige a Colombia (UTC-5)

Nota: Los horarios se definen la semana previa a cada jornada. Todos los partidos son transmitidos en vivo por Win Sports+. El canal Win Sports transmite 5 partidos en vivo por fecha.
| Patriotas         | 0 : 1 | Jaguares               | La Independencia               | 19 de enero | 18:00 | Win Sports+ y Win Sports |
| Deportivo Pereira | 2 : 2 | Deportivo Cali         | Hernán Ramírez Villegas        | 19 de enero | 20:15 | Win Sports+              |
| Once Caldas       | 2 : 1 | Boyacá Chicó           | Palogrande                     | 20 de enero | 16:00 | Win Sports+ y Win Sports |
| Deportes Tolima   | 1 : 2 | Fortaleza CEIF         | Manuel Murillo Toro            | 20 de enero | 18:10 | Win Sports+ y Win Sports |
| América de Cali   | 0 : 1 | Águilas Doradas        | Olímpico Pascual Guerrero      | 20 de enero | 20:20 | Win Sports+              |
| Millonarios       | 5 : 0 | Independiente Medellín | Nemesio Camacho El Campín      | 21 de enero | 16:00 | Win Sports+              |
| Junior            | 2 : 0 | Atlético Bucaramanga   | Metropolitano Roberto Meléndez | 21 de enero | 18:10 | Win Sports+              |
| Atlético Nacional | 3 : 1 | Alianza F. C.          | Atanasio Girardot              | 21 de enero | 20:20 | Win Sports+              |
| La Equidad        | 0 : 0 | Envigado F. C.         | Metropolitano de Techo         | 22 de enero | 18:10 | Win Sports+ y Win Sports |
| Deportivo Pasto   | 0 : 1 | Santa Fe               | Departamental Libertad         | 22 de enero | 20:20 | Win Sports+ y Win Sports |

| Fortaleza CEIF         | 2 : 0 | Patriotas         | Metropolitano de Techo    | 25 de enero | 18:10 | Win Sports+ y Win Sports |
| Águilas Doradas        | 1 : 0 | Once Caldas       | Alberto Grisales          | 25 de enero | 20:20 | Win Sports+ y Win Sports |
| Deportivo Pasto        | 1 : 4 | Deportes Tolima   | Departamental Libertad    | 26 de enero | 18:10 | Win Sports+ y Win Sports |
| Alianza F. C.          | 3 : 3 | Deportivo Cali    | Armando Maestre Pavajeau  | 26 de enero | 20:20 | Win Sports+              |
| Santa Fe               | 3 : 1 | Envigado F. C.    | Nemesio Camacho El Campín | 27 de enero | 16:00 | Win Sports+ y Win Sports |
| Jaguares               | 0 : 0 | La Equidad        | Jaraguay                  | 27 de enero | 18:10 | Win Sports+ y Win Sports |
| Independiente Medellín | 1 : 0 | Deportivo Pereira | Atanasio Girardot         | 27 de enero | 20:20 | Win Sports+              |
| Boyacá Chicó           | 2 : 2 | Junior            | La Independencia          | 28 de enero | 16:00 | Win Sports+              |
| América de Cali        | 4 : 1 | Atlético Nacional | Olímpico Pascual Guerrero | 28 de enero | 18:10 | Win Sports+              |
| Atlético Bucaramanga   | 0 : 0 | Millonarios       | Alfonso López             | 28 de enero | 20:20 | Win Sports+              |

| Patriotas         | 0 : 0 | Águilas Doradas        | La Independencia               | 30 de enero  | 16:00 | Win Sports+ y Win Sports |
| Deportivo Cali    | 2 : 0 | Fortaleza CEIF         | Deportivo Cali                 | 30 de enero  | 18:15 | Win Sports+ y Win Sports |
| La Equidad        | 1 : 0 | Santa Fe               | Metropolitano de Techo         | 30 de enero  | 20:30 | Win Sports+              |
| Deportivo Pereira | 0 : 1 | Deportivo Pasto        | Hernán Ramírez Villegas        | 31 de enero  | 16:00 | Win Sports+ y Win Sports |
| Millonarios       | 1 : 1 | Alianza F. C.          | Nemesio Camacho El Campín      | 31 de enero  | 18:10 | Win Sports+              |
| Deportes Tolima   | 2 : 1 | América de Cali        | Manuel Murillo Toro            | 31 de enero  | 20:20 | Win Sports+              |
| Envigado F. C.    | 2 : 0 | Boyacá Chicó           | Polideportivo Sur              | 1 de febrero | 16:00 | Win Sports+ y Win Sports |
| Atlético Nacional | 1 : 1 | Once Caldas            | Atanasio Girardot              | 1 de febrero | 18:10 | Win Sports+              |
| Junior            | 3 : 0 | Independiente Medellín | Metropolitano Roberto Meléndez | 1 de febrero | 20:20 | Win Sports+              |
| Jaguares          | 0 : 1 | Atlético Bucaramanga   | Jaraguay                       | 2 de febrero | 18:10 | Win Sports+ y Win Sports |

| Deportes Tolima        | 2 : 0 | Millonarios          | Manuel Murillo Toro       | 3 de febrero | 18:00 | Win Sports+              |
| América de Cali        | 1 : 0 | Patriotas            | Olímpico Pascual Guerrero | 3 de febrero | 20:10 | Win Sports+              |
| Fortaleza CEIF         | 1 : 1 | Envigado F. C.       | Metropolitano de Techo    | 4 de febrero | 16:00 | Win Sports+ y Win Sports |
| Águilas Doradas        | 0 : 3 | Atlético Nacional    | Alberto Grisales          | 4 de febrero | 18:10 | Win Sports+              |
| Alianza F. C.          | 0 : 1 | Junior               | Armando Maestre Pavajeau  | 4 de febrero | 20:20 | Win Sports+              |
| Boyacá Chicó           | 1 : 2 | Deportivo Pereira    | La Independencia          | 5 de febrero | 16:00 | Win Sports+ y Win Sports |
| Deportivo Pasto        | 1 : 1 | Jaguares             | Departamental Libertad    | 5 de febrero | 18:10 | Win Sports+ y Win Sports |
| Independiente Medellín | 1 : 0 | Deportivo Cali       | Atanasio Girardot         | 5 de febrero | 20:20 | Win Sports+              |
| Once Caldas            | 0 : 0 | La Equidad           | Palogrande                | 6 de febrero | 18:10 | Win Sports+ y Win Sports |
| Santa Fe               | 0 : 1 | Atlético Bucaramanga | Nemesio Camacho El Campín | 6 de febrero | 20:20 | Win Sports+ y Win Sports |

| Envigado F. C.         | 1 : 2 | Alianza F. C.     | Polideportivo Sur              | 7 de febrero  | 16:00 | Win Sports+ y Win Sports |
| Millonarios            | 1 : 0 | América de Cali   | Nemesio Camacho El Campín      | 7 de febrero  | 20:00 | Win Sports+              |
| Deportivo Pereira      | 2 : 0 | Fortaleza CEIF    | Hernán Ramírez Villegas        | 8 de febrero  | 16:00 | Win Sports+ y Win Sports |
| Junior                 | 2 : 0 | Deportivo Pasto   | Metropolitano Roberto Meléndez | 8 de febrero  | 18:10 | Win Sports+              |
| Patriotas              | 0 : 0 | Atlético Nacional | La Independencia               | 8 de febrero  | 20:20 | Win Sports+              |
| Jaguares               | 1 : 0 | Águilas Doradas   | Jaraguay                       | 9 de febrero  | 18:10 | Win Sports+ y Win Sports |
| Deportivo Cali         | 4 : 0 | Boyacá Chicó      | Deportivo Cali                 | 9 de febrero  | 20:20 | Win Sports+              |
| La Equidad             | 1 : 1 | Deportes Tolima   | Metropolitano de Techo         | 10 de febrero | 16:00 | Win Sports+ y Win Sports |
| Atlético Bucaramanga   | 1 : 1 | Once Caldas       | Alfonso López                  | 10 de febrero | 18:10 | Win Sports+ y Win Sports |
| Independiente Medellín | 1 : 1 | Santa Fe          | Atanasio Girardot              | 10 de febrero | 20:20 | Win Sports+              |

| Fortaleza CEIF    | 2 : 0 | Junior                 | Metropolitano de Techo    | 11 de febrero | 16:00 | Win Sports+              |
| Atlético Nacional | 0 : 1 | Millonarios            | Atanasio Girardot         | 11 de febrero | 18:10 | Win Sports+              |
| Alianza F. C.     | 1 : 2 | Deportivo Pereira      | Armando Maestre Pavajeau  | 11 de febrero | 20:20 | Win Sports+ y Win Sports |
| Deportivo Pasto   | 0 : 1 | Envigado F. C.         | Departamental Libertad    | 12 de febrero | 20:10 | Win Sports+ y Win Sports |
| Águilas Doradas   | 1 : 1 | La Equidad             | Alberto Grisales          | 13 de febrero | 18:10 | Win Sports+ y Win Sports |
| Santa Fe          | 1 : 0 | Deportivo Cali         | Nemesio Camacho El Campín | 13 de febrero | 20:20 | Win Sports+              |
| Once Caldas       | 1 : 0 | Patriotas              | Palogrande                | 14 de febrero | 18:10 | Win Sports+ y Win Sports |
| Boyacá Chicó      | 3 : 0 | Independiente Medellín | La Independencia          | 14 de febrero | 20:20 | Win Sports+              |
| Deportes Tolima   | 2 : 0 | Jaguares               | Manuel Murillo Toro       | 15 de febrero | 18:10 | Win Sports+ y Win Sports |
| América de Cali   | 0 : 0 | Atlético Bucaramanga   | Olímpico Pascual Guerrero | 15 de febrero | 20:20 | Win Sports+              |

| Millonarios            | 0 : 1 | Águilas Doradas   | Nemesio Camacho El Campín      | 16 de febrero | 18:10 | Win Sports+              |
| Deportivo Cali         | 3 : 2 | Atlético Nacional | Deportivo Cali                 | 16 de febrero | 20:20 | Win Sports+              |
| Independiente Medellín | 2 : 2 | Fortaleza CEIF    | Atanasio Girardot              | 17 de febrero | 18:05 | Win Sports+ y Win Sports |
| Deportivo Pereira      | 1 : 0 | Santa Fe          | Hernán Ramírez Villegas        | 17 de febrero | 20:15 | Win Sports+              |
| La Equidad             | 1 : 0 | Patriotas         | Metropolitano de Techo         | 18 de febrero | 14:00 | Win Sports+              |
| Envigado F. C.         | 1 : 1 | América de Cali   | Polideportivo Sur              | 18 de febrero | 16:00 | Win Sports+              |
| Jaguares               | 3 : 0 | Once Caldas       | Jaraguay                       | 18 de febrero | 18:10 | Win Sports+ y Win Sports |
| Junior                 | 0 : 1 | Deportes Tolima   | Metropolitano Roberto Meléndez | 18 de febrero | 20:20 | Win Sports+              |
| Boyacá Chicó           | 1 : 0 | Alianza F. C.     | La Independencia               | 19 de febrero | 16:00 | Win Sports+ y Win Sports |
| Atlético Bucaramanga   | 1 : 0 | Deportivo Pasto   | Alfonso López                  | 19 de febrero | 20:20 | Win Sports+ y Win Sports |

| Santa Fe          | 3 : 0 | Junior                 | Nemesio Camacho El Campín | 21 de febrero | 19:45 | Win Sports+              |
| Deportes Tolima   | 0 : 0 | Atlético Bucaramanga   | Manuel Murillo Toro       | 22 de febrero | 16:00 | Win Sports+ y Win Sports |
| América de Cali   | 0 : 1 | La Equidad             | Olímpico Pascual Guerrero | 22 de febrero | 18:10 | Win Sports+              |
| Once Caldas       | 1 : 2 | Deportivo Pereira      | Palogrande                | 22 de febrero | 20:20 | Win Sports+              |
| Fortaleza CEIF    | 1 : 1 | Boyacá Chicó           | Metropolitano de Techo    | 23 de febrero | 16:00 | Win Sports+ y Win Sports |
| Águilas Doradas   | 2 : 0 | Envigado F. C.         | Alberto Grisales          | 23 de febrero | 18:10 | Win Sports+ y Win Sports |
| Deportivo Pasto   | 0 : 1 | Deportivo Cali         | Departamental Libertad    | 23 de febrero | 20:20 | Win Sports+ y Win Sports |
| Alianza F. C.     | 2 : 0 | Independiente Medellín | Armando Maestre Pavajeau  | 24 de febrero | 18:10 | Win Sports+ y Win Sports |
| Patriotas         | 1 : 0 | Millonarios            | La Independencia          | 24 de febrero | 20:20 | Win Sports+              |
| Atlético Nacional | 2 : 0 | Jaguares               | Atanasio Girardot         | 27 de marzo   | 18:10 | Win Sports+              |

| Jaguares               | 1 : 1 | América de Cali   | Jaraguay                  | 25 de febrero | 16:30 | Win Sports+              |
| La Equidad             | 2 : 0 | Atlético Nacional | Nemesio Camacho El Campín | 25 de febrero | 18:30 | Win Sports+              |
| Deportivo Pereira      | 3 : 3 | Junior            | Hernán Ramírez Villegas   | 25 de febrero | 20:30 | Win Sports+              |
| Boyacá Chicó           | 1 : 2 | Santa Fe          | La Independencia          | 26 de febrero | 18:10 | Win Sports+ y Win Sports |
| Deportivo Cali         | 1 : 2 | Deportes Tolima   | Deportivo Cali            | 26 de febrero | 20:20 | Win Sports+ y Win Sports |
| Envigado F. C.         | 1 : 0 | Patriotas         | Polideportivo Sur         | 27 de febrero | 16:00 | Win Sports+              |
| Millonarios            | 0 : 2 | Once Caldas       | Nemesio Camacho El Campín | 27 de febrero | 20:15 | Win Sports+              |
| Fortaleza CEIF         | 1 : 2 | Alianza F. C.     | Metropolitano de Techo    | 28 de febrero | 15:15 | Win Sports+ y Win Sports |
| Independiente Medellín | 1 : 0 | Deportivo Pasto   | Atanasio Girardot         | 29 de febrero | 19:45 | Win Sports+              |
| Atlético Bucaramanga   | 1 : 0 | Águilas Doradas   | Alfonso López             | 27 de marzo   | 16:00 | Win Sports+ y Win Sports |

| Envigado F. C.         | 2 : 2 | Jaguares          | Polideportivo Sur              | 1 de marzo | 16:00 | Win Sports+              |
| Boyacá Chicó           | 1 : 1 | Deportes Tolima   | La Independencia               | 1 de marzo | 18:10 | Win Sports+              |
| Deportivo Cali         | 0 : 1 | Once Caldas       | Deportivo Cali                 | 1 de marzo | 20:20 | Win Sports+              |
| Millonarios            | 1 : 2 | La Equidad        | Nemesio Camacho El Campín      | 2 de marzo | 16:00 | Win Sports+              |
| Deportivo Pereira      | 2 : 0 | América de Cali   | Hernán Ramírez Villegas        | 2 de marzo | 18:10 | Win Sports+              |
| Junior                 | 0 : 0 | Atlético Nacional | Metropolitano Roberto Meléndez | 2 de marzo | 20:20 | Win Sports+              |
| Atlético Bucaramanga   | 3 : 0 | Patriotas         | Alfonso López                  | 3 de marzo | 16:00 | Win Sports+ y Win Sports |
| Independiente Medellín | 1 : 0 | Águilas Doradas   | Atanasio Girardot              | 3 de marzo | 18:10 | Win Sports+              |
| Alianza F. C.          | 0 : 1 | Santa Fe          | Armando Maestre Pavajeau       | 3 de marzo | 20:20 | Win Sports+ y Win Sports |
| Deportivo Pasto        | 1 : 0 | Fortaleza CEIF    | Departamental Libertad         | 4 de marzo | 20:10 | Win Sports+ y Win Sports |

| Águilas Doradas   | 0 : 2        | Junior                 | Alberto Grisales          | 8 de marzo  | 18:10 | Win Sports+              |
| La Equidad        | 2 : 0        | Deportivo Cali         | Metropolitano de Techo    | 8 de marzo  | 20:20 | Win Sports+ y Win Sports |
| Deportivo Pasto   | 2 : 1        | Boyacá Chicó           | Departamental Libertad    | 9 de marzo  | 14:00 | Win Sports+              |
| Santa Fe          | 2 : 0        | Fortaleza CEIF         | Nemesio Camacho El Campín | 9 de marzo  | 16:10 | Win Sports+              |
| América de Cali   | 2 : 0        | Alianza F. C.          | Olímpico Pascual Guerrero | 9 de marzo  | 18:20 | Win Sports+              |
| Deportes Tolima   | 2 : 2        | Independiente Medellín | Manuel Murillo Toro       | 9 de marzo  | 20:30 | Win Sports+ y Win Sports |
| Once Caldas       | 2 : 1        | Envigado F. C.         | Palogrande                | 10 de marzo | 14:00 | Win Sports+ y Win Sports |
| Atlético Nacional | 0 : 0        | Atlético Bucaramanga   | Atanasio Girardot         | 10 de marzo | 16:10 | Win Sports+              |
| Jaguares          | 2 : 1        | Millonarios            | Jaraguay                  | 10 de marzo | 18:20 | Win Sports+              |
| Patriotas         | 0 : 3 (W.O.) | Deportivo Pereira      | La Independencia          | 10 de marzo | 20:30 | Win Sports+ y Win Sports |

| Alianza F. C.          | 1 : 1 | Deportivo Pasto   | Armando Maestre Pavajeau       | 15 de marzo | 18:00 | Win Sports+ y Win Sports |
| Junior                 | 3 : 1 | Jaguares          | Metropolitano Roberto Meléndez | 15 de marzo | 20:10 | Win Sports+              |
| Santa Fe               | 1 : 1 | Deportes Tolima   | Nemesio Camacho El Campín      | 16 de marzo | 14:00 | Win Sports+ y Win Sports |
| Atlético Bucaramanga   | 4 : 0 | La Equidad        | Alfonso López                  | 16 de marzo | 16:10 | Win Sports+ y Win Sports |
| Boyacá Chicó           | 2 : 1 | Atlético Nacional | La Independencia               | 16 de marzo | 18:20 | Win Sports+              |
| Independiente Medellín | 1 : 2 | Once Caldas       | Atanasio Girardot              | 16 de marzo | 20:30 | Win Sports+              |
| Envigado F. C.         | 1 : 1 | Millonarios       | Polideportivo Sur              | 17 de marzo | 14:00 | Win Sports+              |
| Deportivo Cali         | 0 : 1 | Patriotas         | Deportivo Cali                 | 17 de marzo | 16:10 | Win Sports+              |
| Fortaleza CEIF         | 0 : 0 | América de Cali   | Nemesio Camacho El Campín      | 17 de marzo | 18:20 | Win Sports+              |
| Deportivo Pereira      | 2 : 1 | Águilas Doradas   | Hernán Ramírez Villegas        | 17 de marzo | 20:30 | Win Sports+ y Win Sports |

| Patriotas            | 1 : 0 | Junior                 | La Independencia          | 22 de marzo | 18:10 | Win Sports+              |
| La Equidad           | 1 : 2 | Independiente Medellín | Metropolitano de Techo    | 22 de marzo | 20:20 | Win Sports+ y Win Sports |
| Millonarios          | 1 : 1 | Deportivo Cali         | Nemesio Camacho El Campín | 23 de marzo | 14:00 | Win Sports+              |
| Deportes Tolima      | 2 : 1 | Deportivo Pereira      | Manuel Murillo Toro       | 23 de marzo | 16:10 | Win Sports+              |
| Jaguares             | 0 : 1 | Fortaleza CEIF         | Jaraguay                  | 23 de marzo | 18:20 | Win Sports+              |
| América de Cali      | 3 : 2 | Boyacá Chicó           | Olímpico Pascual Guerrero | 23 de marzo | 20:30 | Win Sports+              |
| Atlético Bucaramanga | 3 : 1 | Envigado F. C.         | Alfonso López             | 24 de marzo | 16:00 | Win Sports+ y Win Sports |
| Atlético Nacional    | 1 : 0 | Deportivo Pasto        | Atanasio Girardot         | 24 de marzo | 18:10 | Win Sports+              |
| Águilas Doradas      | 1 : 1 | Santa Fe               | Alberto Grisales          | 24 de marzo | 20:20 | Win Sports+ y Win Sports |
| Once Caldas          | 1 : 0 | Alianza F. C.          | Palogrande                | 25 de marzo | 16:00 | Win Sports+ y Win Sports |

| Alianza F. C.          | 0 : 2 | Deportes Tolima      | Armando Maestre Pavajeau       | 29 de marzo | 17:00 | Win Sports+ y Win Sports |
| Junior                 | 1 : 0 | La Equidad           | Metropolitano Roberto Meléndez | 29 de marzo | 19:30 | Win Sports+              |
| Envigado F. C.         | 0 : 1 | Atlético Nacional    | Polideportivo Sur              | 30 de marzo | 14:00 | Win Sports+              |
| Deportivo Pasto        | 0 : 0 | Once Caldas          | Departamental Libertad         | 30 de marzo | 16:10 | Win Sports+ y Win Sports |
| Boyacá Chicó           | 1 : 0 | Jaguares             | La Independencia               | 30 de marzo | 18:20 | Win Sports+ y Win Sports |
| Fortaleza CEIF         | 1 : 2 | Millonarios          | Metropolitano de Techo         | 30 de marzo | 20:30 | Win Sports+              |
| Santa Fe               | 3 : 0 | Patriotas            | Nemesio Camacho El Campín      | 31 de marzo | 14:00 | Win Sports+              |
| Deportivo Pereira      | 1 : 2 | Atlético Bucaramanga | Hernán Ramírez Villegas        | 31 de marzo | 16:10 | Win Sports+ y Win Sports |
| Independiente Medellín | 1 : 4 | América de Cali      | Atanasio Girardot              | 31 de marzo | 18:20 | Win Sports+              |
| Deportivo Cali         | 2 : 4 | Águilas Doradas      | Deportivo Cali                 | 31 de marzo | 20:30 | Win Sports+              |

| Millonarios          | 3 : 1 | Santa Fe               | Nemesio Camacho El Campín | 27 de marzo | 20:20 | Win Sports+              |
| Envigado F. C.       | 1 : 1 | Deportivo Pereira      | Polideportivo Sur         | 5 de abril  | 16:00 | Win Sports+              |
| Atlético Nacional    | 1 : 2 | Fortaleza CEIF         | Atanasio Girardot         | 5 de abril  | 18:10 | Win Sports+              |
| Once Caldas          | 2 : 1 | Deportes Tolima        | Palogrande                | 5 de abril  | 20:20 | Win Sports+              |
| Águilas Doradas      | 0 : 1 | Deportivo Pasto        | Alberto Grisales          | 6 de abril  | 16:00 | Win Sports+ y Win Sports |
| Atlético Bucaramanga | 2 : 1 | Deportivo Cali         | Alfonso López             | 6 de abril  | 18:10 | Win Sports+              |
| América de Cali      | 4 : 1 | Junior                 | Olímpico Pascual Guerrero | 6 de abril  | 20:20 | Win Sports+              |
| Patriotas            | 0 : 0 | Alianza F. C.          | La Independencia          | 7 de abril  | 16:00 | Win Sports+ y Win Sports |
| Jaguares             | 2 : 2 | Independiente Medellín | Jaraguay                  | 7 de abril  | 18:10 | Win Sports+ y Win Sports |
| La Equidad           | 4 : 0 | Boyacá Chicó           | Metropolitano de Techo    | 7 de abril  | 20:20 | Win Sports+ y Win Sports |

| Deportes Tolima        | 2 : 1 | Águilas Doradas      | Manuel Murillo Toro            | 12 de abril | 18:05 | Win Sports+ y Win Sports |
| Deportivo Cali         | 1 : 1 | América de Cali      | Deportivo Cali                 | 12 de abril | 20:15 | Win Sports+              |
| Fortaleza CEIF         | 2 : 0 | Once Caldas          | Metropolitano de Techo         | 13 de abril | 14:00 | Win Sports+              |
| Santa Fe               | 0 : 0 | Atlético Nacional    | Nemesio Camacho El Campín      | 13 de abril | 16:10 | Win Sports+              |
| Junior                 | 1 : 1 | Envigado F. C.       | Metropolitano Roberto Meléndez | 13 de abril | 18:20 | Win Sports+              |
| Deportivo Pereira      | 0 : 0 | Jaguares             | Hernán Ramírez Villegas        | 13 de abril | 20:30 | Win Sports+              |
| Boyacá Chicó           | 1 : 2 | Patriotas            | La Independencia               | 14 de abril | 14:00 | Win Sports+              |
| Independiente Medellín | 1 : 0 | Atlético Bucaramanga | Atanasio Girardot              | 14 de abril | 16:10 | Win Sports+              |
| Deportivo Pasto        | 2 : 3 | Millonarios          | Departamental Libertad         | 14 de abril | 18:20 | Win Sports+              |
| Alianza F. C.          | 0 : 3 | La Equidad           | Armando Maestre Pavajeau       | 14 de abril | 20:30 | Win Sports+ y Win Sports |

| Envigado F. C.       | 0 : 2 | Deportes Tolima        | Polideportivo Sur         | 16 de abril | 16:00 | Win Sports+              |
| Jaguares             | 1 : 1 | Deportivo Cali         | Jaraguay                  | 16 de abril | 18:10 | Win Sports+              |
| Once Caldas          | 0 : 1 | Santa Fe               | Palogrande                | 16 de abril | 20:20 | Win Sports+              |
| Águilas Doradas      | 4 : 0 | Alianza F. C.          | Alberto Grisales          | 17 de abril | 16:00 | Win Sports+ y Win Sports |
| Millonarios          | 3 : 2 | Junior                 | Nemesio Camacho El Campín | 17 de abril | 18:10 | Win Sports+              |
| Atlético Nacional    | 0 : 1 | Deportivo Pereira      | Atanasio Girardot         | 17 de abril | 20:20 | Win Sports+              |
| La Equidad           | 0 : 0 | Fortaleza CEIF         | Metropolitano de Techo    | 18 de abril | 16:00 | Win Sports+ y Win Sports |
| Patriotas            | 2 : 3 | Independiente Medellín | La Independencia          | 18 de abril | 18:10 | Win Sports+ y Win Sports |
| América de Cali      | 0 : 0 | Deportivo Pasto        | Olímpico Pascual Guerrero | 18 de abril | 20:20 | Win Sports+              |
| Atlético Bucaramanga | 2 : 3 | Boyacá Chicó           | Alfonso López             | 19 de abril | 20:10 | Win Sports+ y Win Sports |

| Deportivo Pereira      | 1 : 2 | Millonarios          | Hernán Ramírez Villegas        | 20 de abril | 16:00 | Win Sports+              |
| Junior                 | 1 : 0 | Once Caldas          | Metropolitano Roberto Meléndez | 20 de abril | 18:10 | Win Sports+              |
| Alianza F. C.          | 2 : 1 | Jaguares             | Armando Maestre Pavajeau       | 20 de abril | 20:30 | Win Sports+ y Win Sports |
| Santa Fe               | 1 : 0 | América de Cali      | Nemesio Camacho El Campín      | 21 de abril | 14:00 | Win Sports+              |
| Deportivo Cali         | 2 : 0 | Envigado F. C.       | Deportivo Cali                 | 21 de abril | 16:10 | Win Sports+              |
| Independiente Medellín | 2 : 2 | Atlético Nacional    | Atanasio Girardot              | 21 de abril | 18:20 | Win Sports+              |
| Deportes Tolima        | 2 : 1 | Patriotas            | Manuel Murillo Toro            | 21 de abril | 20:30 | Win Sports+ y Win Sports |
| Fortaleza CEIF         | 0 : 2 | Atlético Bucaramanga | Metropolitano de Techo         | 22 de abril | 16:00 | Win Sports+              |
| Boyacá Chicó           | 1 : 2 | Águilas Doradas      | La Independencia               | 22 de abril | 18:10 | Win Sports+ y Win Sports |
| Deportivo Pasto        | 2 : 3 | La Equidad           | Departamental Libertad         | 22 de abril | 20:20 | Win Sports+ y Win Sports |

| Atlético Nacional    | 3 : 1 | Deportes Tolima        | Atanasio Girardot              | 27 de abril | 19:00 | Win Sports+                                  |
| Patriotas            | 0 : 3 | Deportivo Pasto        | La Independencia               | 28 de abril | 15:00 | Win Sports+                                  |
| Millonarios          | 3 : 0 | Boyacá Chicó           | Nemesio Camacho El Campín      | 28 de abril | 17:00 | Win Sports+                                  |
| Águilas Doradas      | 1 : 1 | Fortaleza CEIF         | Alberto Grisales               | 28 de abril | 17:00 | Win Sports, Win Sports Online y Winsports.co |
| Deportivo Cali       | 0 : 0 | Junior                 | Deportivo Cali                 | 28 de abril | 17:00 | Win Sports, Win Sports Online y Winsports.co |
| Once Caldas          | 0 : 0 | América de Cali        | Palogrande                     | 28 de abril | 17:00 | Win Sports, Win Sports Online y Winsports.co |
| Atlético Bucaramanga | 1 : 0 | Alianza F. C.          | Alfonso López                  | 28 de abril | 17:00 | Win Sports, Win Sports Online y Winsports.co |
| Jaguares             | 1 : 0 | Santa Fe               | Jaraguay                       | 28 de abril | 17:00 | Win Sports, Win Sports Online y Winsports.co |
| La Equidad           | 0 : 2 | Deportivo Pereira      | Metropolitano de Techo         | 28 de abril | 17:00 | Win Sports, Win Sports Online y Winsports.co |
| Envigado F. C.       | 0 : 1 | Independiente Medellín | Metropolitano Ciudad de Itagüí | 28 de abril | 17:00 | Win Sports, Win Sports Online y Winsports.co |

1. ↑  El partido entre Patriotas y Deportivo Pereira por la fecha 11 fue suspendido al minuto 64 de juego con el marcador parcial 0:2 por invasión al campo de juego por parte de aficionados del club Patriotas y finalizado por falta de garantías.[41] La Comisión Disciplinaria del campeonato sancionó a Patriotas con pérdida del partido por «retirada o renuncia» y un marcador final de 0:3.
2. ↑  El partido entre Alianza F. C. y Jaguares por la fecha 18 tuvo un retraso de 30 minutos por fallas en el sistema de iluminación del estadio, iniciando a las 21:00 horas.

## Cuadrangulares semifinales
- La hora de cada encuentro corresponde al huso horario que rige a Colombia (UTC-5).

La segunda fase del Torneo Apertura 2024 fueron los cuadrangulares semifinales. Estos los disputaron los ocho mejores equipos del torneo distribuidos en dos grupos de cuatro equipos. Los dos primeros de la fase todos contra todos fueron cabezas de los grupos A y B, respectivamente, mientras que los seis equipos restantes fueron sorteados según su posición para integrar los dos grupos: el tercero fue emparejado con el cuarto y lo sembró en el otro grupo y de igual manera con el quinto y sexto y el séptimo y octavo.
Tras tener cada grupo formado con sus cuatro equipos participantes, se llevaron a cabo enfrentamientos con el formato todos contra todos, a ida y vuelta, dando como resultado seis fechas en disputa. Los equipos ganadores de cada grupo al final de las seis fechas obtuvieron el cupo a la final del torneo.
En esta fase, los equipos cabeza de serie (Atlético Bucaramanga y Deportes Tolima) tuvieron ventaja deportiva sobre sus rivales de grupo dado que en caso de un empate en puntos, la posición fue decidida a favor del equipo cabeza de serie por haber ocupado la mejor posición en la fase todos contra todos.
|  |                                     |
|  | Clasificados a la final del torneo. |
|  | Eliminados.                         |

### Grupo A
| Pos. | Equipo               | Pts. | PJ | G | E | P | GF | GC | Dif. |  |
| ---- | -------------------- | ---- | -- | - | - | - | -- | -- | ---- |  |
| 1    | Atlético Bucaramanga | 8    | 6  | 2 | 2 | 2 | 4  | 3  | +1   |  |
| 2    | Millonarios          | 8    | 6  | 2 | 2 | 2 | 6  | 5  | +1   |  |
| 3    | Deportivo Pereira    | 8    | 6  | 2 | 2 | 2 | 7  | 8  | −1   |  |
| 4    | Junior               | 8    | 6  | 2 | 2 | 2 | 5  | 6  | −1   |  |

| Equipo / Jornada     | 1 | 2 | 3 | 4 | 5 | 6 |
| -------------------- | - | - | - | - | - | - |
| Atlético Bucaramanga | 3 | 4 | 2 | 2 | 3 | 1 |
| Millonarios          | 4 | 2 | 4 | 4 | 4 | 2 |
| Deportivo Pereira    | 2 | 3 | 1 | 1 | 1 | 3 |
| Junior               | 1 | 1 | 3 | 3 | 2 | 4 |

| Primera | Deportivo Pereira    | 1 : 0 | Atlético Bucaramanga | Hernán Ramírez Villegas        | 4 de mayo  | 17:00 | Win Sports+ |
| Primera | Junior               | 2 : 1 | Millonarios          | Metropolitano Roberto Meléndez | 4 de mayo  | 19:15 | Win Sports+ |
| Segunda | Atlético Bucaramanga | 0 : 0 | Junior               | Alfonso López                  | 11 de mayo | 17:15 | Win Sports+ |
| Segunda | Millonarios          | 1 : 0 | Deportivo Pereira    | Nemesio Camacho El Campín      | 11 de mayo | 19:30 | Win Sports+ |
| Tercera | Junior               | 2 : 3 | Deportivo Pereira    | Metropolitano Roberto Meléndez | 19 de mayo | 17:30 | Win Sports+ |
| Tercera | Millonarios          | 0 : 1 | Atlético Bucaramanga | Nemesio Camacho El Campín      | 19 de mayo | 20:00 | Win Sports+ |
| Cuarta  | Atlético Bucaramanga | 0 : 0 | Millonarios          | Alfonso López                  | 22 de mayo | 18:15 | Win Sports+ |
| Cuarta  | Deportivo Pereira    | 0 : 0 | Junior               | Hernán Ramírez Villegas        | 22 de mayo | 20:30 | Win Sports+ |
| Quinta  | Deportivo Pereira    | 2 : 2 | Millonarios          | Hernán Ramírez Villegas        | 25 de mayo | 17:00 | Win Sports+ |
| Quinta  | Junior               | 1 : 0 | Atlético Bucaramanga | Metropolitano Roberto Meléndez | 25 de mayo | 19:30 | Win Sports+ |
| Sexta   | Millonarios          | 2 : 0 | Junior               | Nemesio Camacho El Campín      | 2 de junio | 17:00 | Win Sports+ |
| Sexta   | Atlético Bucaramanga | 3 : 1 | Deportivo Pereira    | Alfonso López                  | 2 de junio | 17:00 | Win Sports  |

### Grupo B
| Pos. | Equipo          | Pts. | PJ | G | E | P | GF | GC | Dif. |  |
| ---- | --------------- | ---- | -- | - | - | - | -- | -- | ---- |  |
| 1    | Santa Fe        | 16   | 6  | 5 | 1 | 0 | 8  | 1  | +7   |  |
| 2    | Deportes Tolima | 10   | 6  | 3 | 1 | 2 | 9  | 6  | +3   |  |
| 3    | Once Caldas     | 8    | 6  | 2 | 2 | 2 | 5  | 4  | +1   |  |
| 4    | La Equidad      | 0    | 6  | 0 | 0 | 6 | 3  | 14 | −11  |  |

| Equipo / Jornada | 1 | 2 | 3 | 4 | 5 | 6 |
| ---------------- | - | - | - | - | - | - |
| Santa Fe         | 2 | 1 | 1 | 1 | 1 | 1 |
| Deportes Tolima  | 3 | 3 | 3 | 2 | 2 | 2 |
| Once Caldas      | 1 | 2 | 2 | 3 | 3 | 3 |
| La Equidad       | 4 | 4 | 4 | 4 | 4 | 4 |

| Primera | Santa Fe        | 1 : 0 | Deportes Tolima | Nemesio Camacho El Campín | 5 de mayo  | 17:15 | Win Sports+ |
| Primera | Once Caldas     | 2 : 0 | La Equidad      | Palogrande                | 5 de mayo  | 19:30 | Win Sports+ |
| Segunda | La Equidad      | 0 : 2 | Santa Fe        | Metropolitano de Techo    | 12 de mayo | 17:15 | Win Sports+ |
| Segunda | Deportes Tolima | 1 : 1 | Once Caldas     | Manuel Murillo Toro       | 12 de mayo | 19:30 | Win Sports+ |
| Tercera | La Equidad      | 2 : 3 | Deportes Tolima | Metropolitano de Techo    | 18 de mayo | 17:15 | Win Sports+ |
| Tercera | Once Caldas     | 0 : 0 | Santa Fe        | Palogrande                | 18 de mayo | 19:30 | Win Sports+ |
| Cuarta  | Deportes Tolima | 3 : 0 | La Equidad      | Manuel Murillo Toro       | 23 de mayo | 18:15 | Win Sports+ |
| Cuarta  | Santa Fe        | 1 : 0 | Once Caldas     | Nemesio Camacho El Campín | 23 de mayo | 20:30 | Win Sports+ |
| Quinta  | Santa Fe        | 2 : 0 | La Equidad      | Nemesio Camacho El Campín | 26 de mayo | 18:00 | Win Sports+ |
| Quinta  | Once Caldas     | 0 : 1 | Deportes Tolima | Palogrande                | 26 de mayo | 18:00 | Win Sports  |
| Sexta   | La Equidad      | 1 : 2 | Once Caldas     | Metropolitano de Techo    | 31 de mayo | 17:00 | Win Sports+ |
| Sexta   | Deportes Tolima | 1 : 2 | Santa Fe        | Manuel Murillo Toro       | 2 de junio | 19:30 | Win Sports+ |

## Final
- La hora de cada encuentro corresponde al huso horario que rige a Colombia (UTC-5).

| 8 de junio de 2024 | Atlético Bucaramanga | 1:0 (0:0) | Santa Fe | Estadio Alfonso López, Bucaramanga                                              |                                                                                 |
| 19:30              | Hinestroza 69'       | Reporte   |          | Asistencia: 28 000 espectadores Árbitro(s): Wilmar Roldán VAR: Leonard Mosquera | Asistencia: 28 000 espectadores Árbitro(s): Wilmar Roldán VAR: Leonard Mosquera |

| 15 de junio de 2024 | Santa Fe                                                              | 3:2 (1:1) (5:6 p.)         | Atlético Bucaramanga                                              | Estadio Nemesio Camacho El Campín, Bogotá                                       |                                                                                 |
| 19:30               | - Rodallega 10' - Millán 84' - Rodríguez 90' (pen.)                   | Reporte                    | - Córdoba 30' - Dan. Mosquera 48'                                 | Asistencia: 34 239 espectadores Árbitro(s): Carlos Betancur VAR: Mauricio Pérez | Asistencia: 34 239 espectadores Árbitro(s): Carlos Betancur VAR: Mauricio Pérez |
|                     |                                                                       | Tiros desde el punto penal |                                                                   |                                                                                 |                                                                                 |
|                     | Chaverra · Rodríguez · Ortiz · Perlaza · Rodallega · Zuluaga · Millán |                            | Dan. Mosquera · Henao · Micolta · Flores · Mena · Zárate · Castro |                                                                                 |                                                                                 |

|                                          |
| Bandera de Colombia                      |
| Campeón Atlético Bucaramanga 1.er título |

## Estadísticas

### Goleadores
| Jugador         | Equipos              | Goles | PJ | Media |
| --------------- | -------------------- | ----- | -- | ----- |
| Carlos Bacca    | Junior               | 12    | 22 | 0.55  |
| Hugo Rodallega  | Santa Fe             | 12    | 26 | 0.46  |
| Dayro Moreno    | Once Caldas          | 11    | 25 | 0.44  |
| Leonardo Castro | Millonarios          | 10    | 14 | 0.71  |
| Yeison Guzmán   | Deportes Tolima      | 10    | 16 | 0.63  |
| Darwin Quintero | Deportivo Pereira    | 10    | 22 | 0.45  |
| Kevin Viveros   | La Equidad           | 8     | 21 | 0.38  |
| Daniel Mosquera | Atlético Bucaramanga | 7     | 26 | 0.27  |
| Wilson Morelo   | Jaguares             | 6     | 15 | 0.4   |
| Rodrigo Holgado | América de Cali      | 6     | 16 | 0.38  |

Fuente: Dimayor

### Asistencias
| Jugador            | Equipos           | Asistencias | PJ |
| ------------------ | ----------------- | ----------- | -- |
| Johan Rojas        | La Equidad        | 7           | 23 |
| Emerson Batalla    | Alianza F. C.     | 5           | 16 |
| Jhon Fredy Salazar | Águilas Doradas   | 5           | 19 |
| Darwin Quintero    | Deportivo Pereira | 5           | 22 |
| Pablo Ceppelini    | Atlético Nacional | 4           | 14 |
| Sebastián Támara   | Boyacá Chicó      | 4           | 19 |
| Brayan Gil         | Deportes Tolima   | 4           | 20 |
| Daniel Ruiz        | Millonarios       | 4           | 20 |
| Yojan Garcés       | América de Cali   | 3           | 7  |
| Eduardo Sosa       | Deportes Tolima   | 3           | 12 |

Fuente: Dimayor

### Tripletes o más
| 21 de enero | Édgar Guerra | 1' 5' 60' | Millonarios | 5:0 | Independiente Medellín | [ 42 ] |